# Ceratagallia gallus
Ceratagallia gallus är en insektsart som beskrevs av Hamilton 1998. Ceratagallia gallus ingår i släktet Ceratagallia och familjen dvärgstritar. Inga underarter finns listade i Catalogue of Life.